# Сальненська сільська рада
Са́льненська сільська́ ра́да — адміністративно-територіальна одиниця та орган місцевого самоврядування в Ніжинському районі Чернігівської області. Адміністративний центр — село Сальне.

## Загальні відомості
Сальненська сільська рада утворена у 1919 році.
- Територія ради: 4,497 км²
- Населення ради: 837 осіб (станом на 2001 рік)

## Населені пункти
Сільській раді підпорядковані населені пункти:
- с. Сальне
- с. Садове

## Склад ради
Рада складається з 12 депутатів та голови.
- Голова ради: Петрик Людмила Петрівна
- Секретар ради: Акуленко Наталія Михайлівна

### Керівний склад попередніх скликань
| Прізвище, ім'я, по батькові  | Основні відомості                                                             | Дата обрання | Дата звільнення |
| ---------------------------- | ----------------------------------------------------------------------------- | ------------ | --------------- |
| Авраменко Олександр Петрович | Сільський голова, 1953 року народження, освіта вища, безпартійний             | 26.03.2006   | 31.10.2010      |
| Авраменко Олександр Петрович | Сільський голова, 1953 року народження, освіта вища, безпартійний             | 31.10.2010   | 01.01.2014      |
| Петрик Людмила Петрівна      | Сільський голова, 1972 року народження, освіта середня загальна, позапартійна | 25.05.2014   |                 |

Примітка: таблиця складена за даними сайту Верховної Ради України

### Депутати
За результатами місцевих виборів 2010 року депутатами ради стали:

#### За суб'єктами висування
| Суб'єкт висування | Кількість обраних депутатів | %   |
| ----------------- | --------------------------- | --- |
| Самовисування     | 12                          | 100 |

#### За округами
| № округу | Прізвище, ім'я, по батькові    | Дата визнання обраним | Освіта  | Партійна приналежність | Відомості про обраного депутата                                                                         |
| -------- | ------------------------------ | --------------------- | ------- | ---------------------- | --- |
| 1        | Акуленко Наталія Михайлівна    | 03.11.2010            | вища    | позапартійна           | Сальненська сільська рада, секретар                                                                     |
| 2        | Момот Федір Васильович         | 03.11.2010            | середня | позапартійний          | тимчасово не працює                                                                                     |
| 3        | Чуприна Ольга Василівна        | 03.11.2010            | вища    | позапартійна           | Лосинівське споживче товариство, продавець                                                              |
| 4        | Яременко Тетяна Степанівна     | 03.11.2010            | вища    | позапартійна           | Управління праці та соціального захисту населення Ніжинської райдержадміністрації, соціальний працівник |
| 5        | Дерев'янко Ніна Олександрівна  | 03.11.2010            | середня | позапартійна           | тимчасово не працює                                                                                     |
| 6        | Коросько Антоніна Іванівна     | 03.11.2010            | середня | позапартійна           | тимчасово не працює                                                                                     |
| 7        | Сусло Олександр Іванович       | 03.11.2010            | середня | член Партії регіонів   | пенсіонер                                                                                               |
| 8        | Петрик Олена Миколаївна        | 03.11.2010            | вища    | позапартійна           | Сальненська загальноосвітня школа І-ІІІ ст., вчитель                                                    |
| 9        | Петрик Валентина Іванівна      | 03.11.2010            | середня | позапартійна           | Лосинівське споживче товариство, продавець                                                              |
| 10       | Нестерчук Микола Іванович      | 03.11.2010            | вища    | позапартійний          | СТОВ «Рід», енергетик                                                                                   |
| 11       | Ковташинець Василь Петрович    | 03.11.2010            | середня | позапартійний          | Церква Різдва Пресв'ятої Богородиці с. Сальне, священик                                                 |
| 12       | Чуприна Антоніна Олександрівна | 03.11.2010            | вища    | позапартійна           | Сальнеська сільська рада, головний бухгалтер                                                            |